# Scorpaenodes albaiensis
Scorpaenodes albaiensis là một loài cá biển thuộc chi Scorpaenodes trong họ Cá mù làn. Loài này được mô tả lần đầu tiên vào năm 1907.

## Từ nguyên
Từ định danh albaiensis được đặt theo tên gọi của vịnh Albay (thuộc đảo Luzon), nơi mà mẫu định danh của loài cá này được thu thập (–ensis: hậu tố trong tiếng Latinh biểu thị nơi chốn).

## Phân bố và môi trường sống
S. albaiensis có phân bố rộng khắp Ấn Độ Dương - Thái Bình Dương, gồm cả Biển Đỏ. Từ Đông Phi, phạm vi của S. albaiensis trải rộng về phía đông đến đảo Rapa Iti, ngược lên phía bắc đến quần đảo Ryukyu, giới hạn phía nam đến bờ bắc Úc. Loài này cũng được ghi nhận ở Tonga.
S. albaiensis được thu thập ở độ sâu khoảng 2–35 m.

## Mô tả
Chiều dài cơ thể lớn nhất được ghi nhận ở S. albaiensis là 12 cm. Loài này màu đỏ cam, nâu đỏ hoặc nâu lục lốm đốm. Có một đốm đen lớn ở xương dưới nắp mang. Gai trắng có thể xuất hiện, đặc biệt là ở thân trên.
Số gai vây lưng: 13; Số tia vây lưng: 9; Số gai vây hậu môn: 3; Số tia vây hậu môn: 5; Số gai vây bụng: 1; Số tia vây bụng: 5; Số tia vây ngực: 16–17.

## Sinh thái
Một loài myxosporea ký sinh mới được tìm thấy từ S. albaiensis ở Biển Đông, có danh pháp là Sphaeromyxa scorpaena.